# Downton Abbey: The Grand Finale
Downton Abbey: The Grand Finale és una pel·lícula de drama d'època dirigida per Simon Curtis a partir d'un guió de Julian Fellowes. És la seqüela de Downton Abbey: A New Era (2022) i la tercera i última pel·lícula de la franquícia Downton Abbey. Molts dels membres del repartiment original de la franquícia, que també van aparèixer a les dues pel·lícules anteriors, es reincorporen a la producció. Paul Giamatti i Dominic West reprenen els seus papers com a Harold Levinson de la sèrie de televisió i Guy Dexter de la pel·lícula anterior, respectivament, mentre que Joely Richardson, Alessandro Nivola, Simon Russell Beale i Arty Froushan s'uneixen al repartiment.
Imelda Staunton, que interpreta lady Maud Bagshaw a la pel·lícula anterior, va declarar el març de 2024 que s'estava planejant una tercera i última pel·lícula de la franquícia Downton Abbey, amb el retorn del repartiment principal. Després de l'anunci que diversos membres del repartiment repetirien els seus papers al maig, el rodatge va començar aquell mes i va concloure a l'agost. El títol oficial es va anunciar el març de 2025.
La distribuïdora Focus Features va estrenar Downton Abbey: The Grand Finale el 12 de setembre de 2025.